# 新竹輕軌紅線
新竹輕軌紅線是新竹輕軌規劃中路線之一，設置18座車站，全線大部分位於新竹市，並有少部分位於新竹縣竹東鎮、竹北市。路線由六家車站起，沿用台鐵六家線的鐵軌，並在竹東鎮的公道路轉西，自竹美路口往西南向新闢道路至台鐵新莊車站，於此轉乘台鐵以及綠線，其後沿著關新路往南，行駛一小段光復路後轉進竹科介壽路，並在力行路口轉乘橘線並轉西進園區一路，再於新安路轉西，於國家同步輻射研究中心前轉乘橘線，其後轉北進入新闢的特二號道路至光復路轉西，在東園街轉入食品路，再轉入公園街接上公竹路至新竹車站，其後沿著鐵路往南至新竹國小，至此為優先興建的第一階段。之後轉北進四維路接北大路，再轉北入東大路，最後行駛一小段經國路，在民權路口設置終點站並與綠線轉乘。全線皆採高架輕軌運輸系統，第一階段設置15站共14公里，第二階段設3站共3.1公里。機廠位於柯子湖溪兩岸、北側緊鄰台68線、東側緊鄰新竹縣界的新竹市水利用地，並沿著柯子湖溪興建連絡線至公道五路的主線。
縣道122號一直是新竹縣市最重要的道路，因此自1989年新竹都會區開始規劃新竹捷運以來，毫無缺席的一直規劃有路線，紅線的規劃歷史可謂新竹捷運、輕軌規劃歷史的縮影。1990年新竹都會區捷運可行性研究即提出自南寮沿著縣道122號至竹東鎮下公館的新竹－竹東線，1997年的新竹都會區捷運，則有沿著縣道122號至竹中並轉北到高鐵新竹站的紅線。2001年新竹市政府開始規畫輕軌運輸系統，2001年、2007年版本的路線皆沿著縣道122號行駛。2012年至2016年的規劃則因經費問題而與竹北的路線合併直通，形成行駛縣道122號後轉北至竹北新市區再往西進竹北舊市區的路線。其中2015年則曾有民間公司提起GRT系統，為新竹車站沿著光復路至竹科路線。2017年版本的輕軌，則自新竹市區沿著光復路到竹科，再沿著六家線到高鐵特區，其後從光明六路到竹北舊市區，最終再從中華路往南回新竹市區，形成了一個環狀線，即前瞻計畫中的新竹環線輕軌。2020年新竹市輕軌整體路網，則又將環線輕軌拆為紅線與竹北的藍線。

## 歷史

### 中運量規劃時期
新竹輕軌紅線的雛型可以追溯到1989年10月，交通部運輸研究所著手展開對新竹都會區的大眾捷運系統規畫，並於隔年6月完成《新竹都會區大眾捷運系統可行性研究》。該專案中，共有甲、乙、丙三個路網方案:220，三個方案皆有同一條B線，B線起自新竹縣竹東鎮下公館台3線與縣道122號交會處，其後沿著竹東鎮內排水明渠高架穿過市區，於市區北側使用內灣線路廊，於國道三號處與內灣線分離並改行駛縣道122號，並在新竹縣市界改為地下穿過新竹市區，於縣道122號、台1線路口後回復高架，終點站設於武陵路口。全線長21公里共18站，並在武陵路口後延伸一段於頭前溪畔以及竹東下公館終點南側各設一個駐車場:222。在三方案評估後，最終規劃則又將該路線往南寮沿著縣道122號延伸，終於新竹漁港，並將地下改高架的位置從台1線改至穿過新竹機場後才高架。全線長24.5公里共22站，並改稱作「新竹－竹東線」:234。新竹－竹東線與另一條新竹－竹北線共組路網，建議採中運量系統，建設成本約680億，認為有一定可行性，並進入後續評估:234~236:245:258。

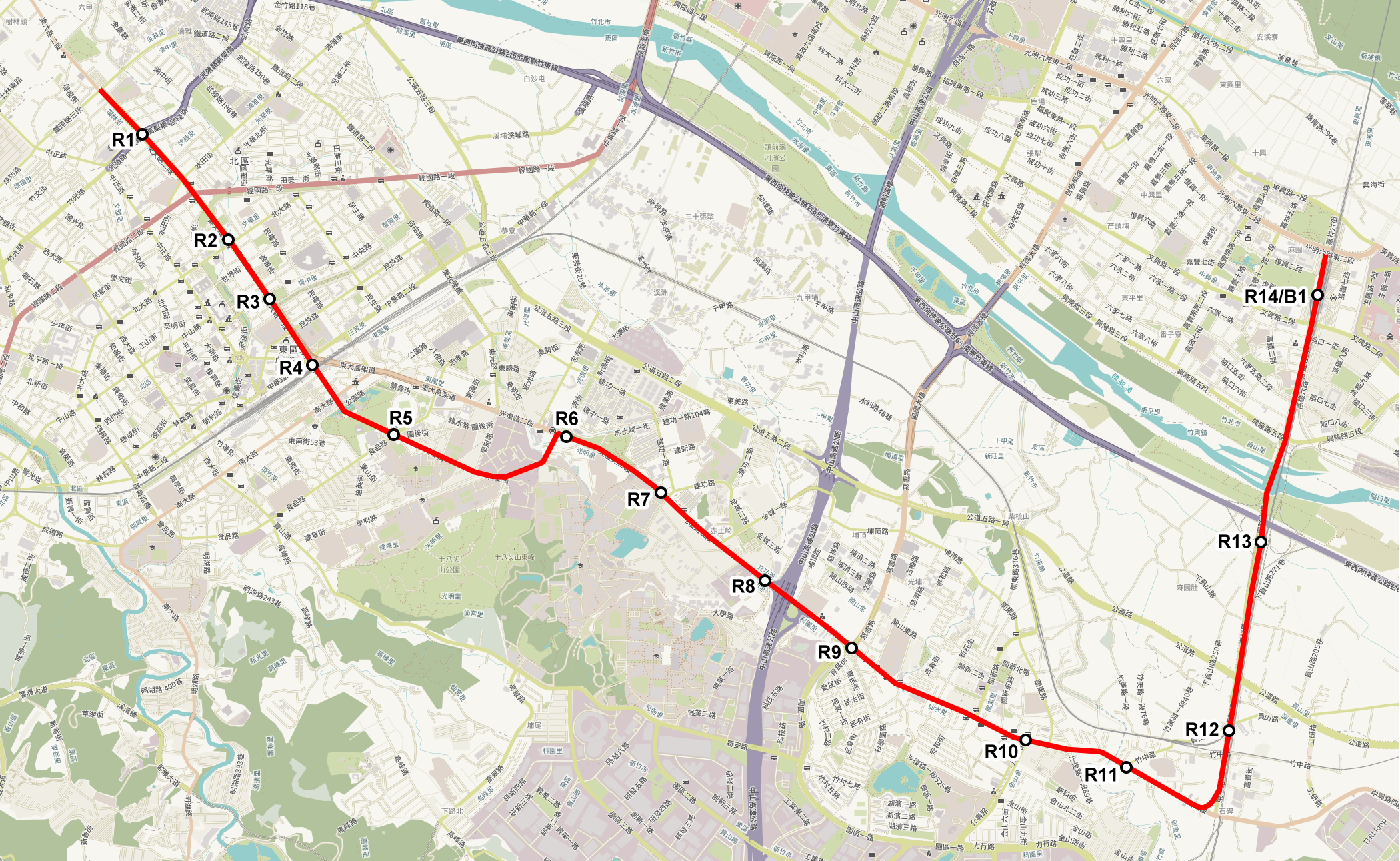
1997年新竹捷運紅線路線圖

1990年12月29日，臺灣省政府於其住宅與都市發展局下成立捷運工程處，進行桃園、新竹、嘉義、台南四都會區的大眾捷運系統的各項規畫與建設工作。1995年，住都局委託國際亞新工程顧問公司進行新竹都會區大眾捷運系統的進一步規畫。1997年1月，住都局完成《新竹都會區大眾捷運系統規劃》，將運研所的新竹－竹東、新竹－竹北兩線修改並改稱為紅線、藍線，並預計採用輕軌捷運系統，總建造成本約333.6億元:4-2。其中紅線自預計興建的高鐵新竹站，沿著高鐵路廊往南過頭前溪，並在縣道122號轉西進新竹市，其後轉進水源街接上博愛街，並直接穿越新竹公園接上東大路往西，最終止於台鐵新竹機場線，全線共14站，除了東大武陵路口站點列為二期外，皆為第一期興建:4-2。隔年，中華民國實施精省，因此交通部高速鐵路工程局於1999年7月1日接辦原先臺灣省政府負責的捷運系統與捷運建設規畫業務。高鐵局的規劃版本跟省政府沒有太大不同，並將紅線機廠設於竹東鎮麻圍肚，以及東大路、高鐵旁規劃為平面，其餘為高架等設計，整體計畫經費則略增加為349億元，高鐵局於1999年首次將計畫送審交通部。

### 輕軌運輸規劃時期

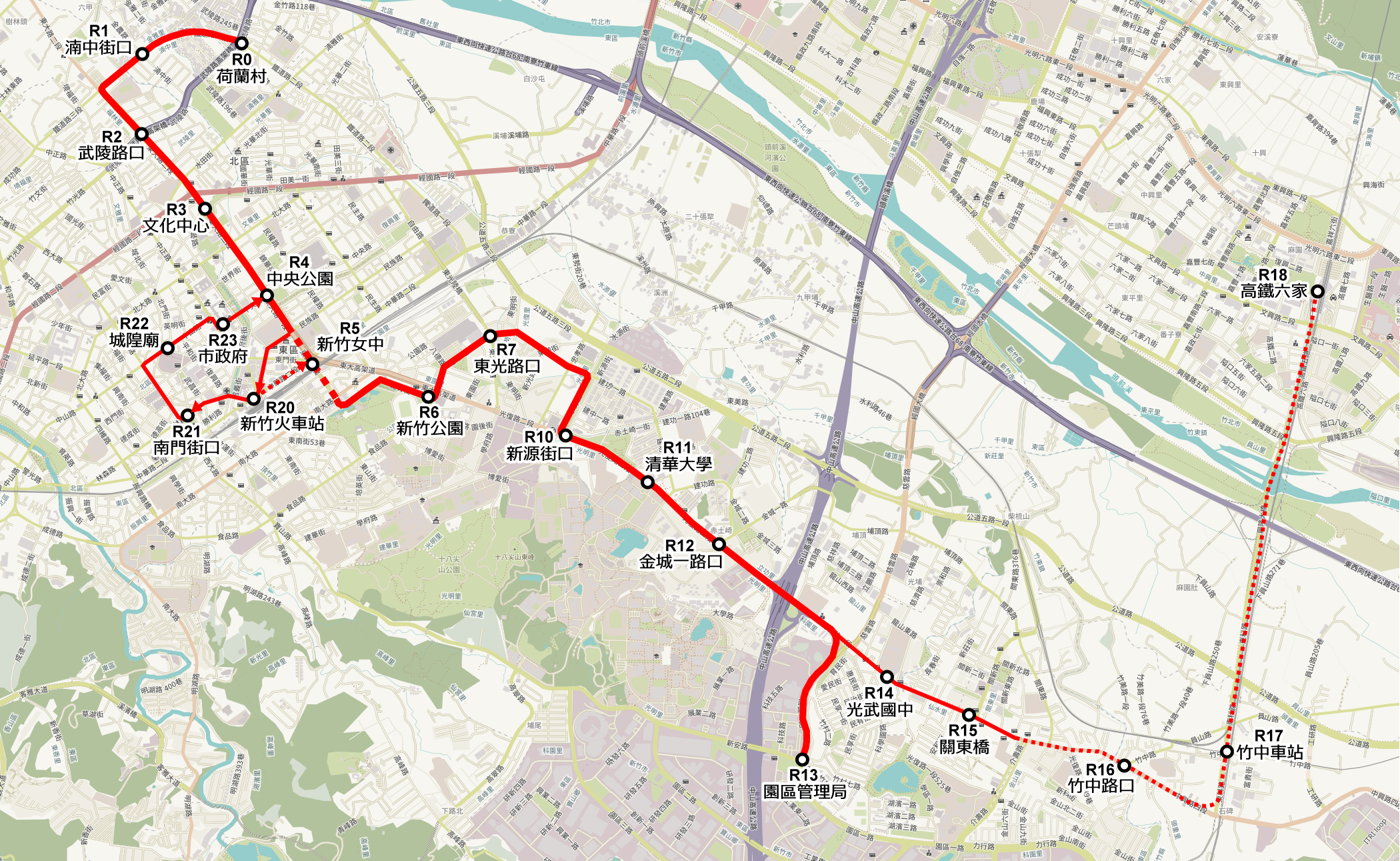
2001年新竹輕軌紅線路線圖

新竹市政府感於中運量捷運系統經費龐大，審查不易通過，為求發展大眾運輸的急迫性，同時又於1999年7月另請鼎漢國際工程顧問公司進行《新竹市輕軌運輸系統規劃及建設執行計畫》，並於2001年1月完成，首度提出使用低運量系統且使用B型共用路權的輕軌運輸系統:4-3，並總共規畫有四種營運路線，其中紅線、綠線為先期計畫。該專案於2000年評估時，先期路網共有七種方案。其中紅線的西側起點分成自六甲機廠或自福林機廠起，然後沿著鐵道路轉進東大路。新竹車站站前市區以及後站皆規劃有單軌型式的小環線，部分方案由紅線繞駛後站小環線、綠線繞駛前站小環線，部分方案則沒有後站小環線、紅線繞駛站前小環線。過後站後，部分方案自公園路、食品路、博愛街、學府路接回光復路；而因為當時規劃在公道五路兩側台肥重劃區為新市政中心，因此部分方案則是公園路、體育街、忠孝路接回光復路，繞去服務新市政中心；另有一案則是在忠孝路接上公道五路一路往東到終於竹東鎮麻圍肚。其後分為二方案；其一沿著光復路往東，在園區一路口分為往竹科管理局跟往光復、介壽路口的兩路線；其二為沿光復路行駛並在特二號道路往南接上新安路、園區一路，最後沿著介壽路往北終於光復路。七個方案評估後，最後的紅線規劃為自六甲機廠起，沿著鐵道路、東大路並在站前單軌行駛小環線，其後沿著公園路、體育街、忠孝路接回光復路，在園區一路往南至竹科管理局，並另設一條單軌行駛光復路至竹東鎮竹中，沿著高鐵路廊往北至興建中的高鐵新竹站:4-3。紅線全長18.17公里，除了高架過台鐵鐵軌以及高鐵路廊高架外，全採平面路線，並有規劃預留與高鐵局送審的輕軌捷運計畫轉乘及銜接；先期計畫經費約130億元，整體計畫則是183.66億元:4-3；最終此計畫因經費問題而未興建:4-4。
在新竹市輕軌運輸系統計畫暫緩後，2002年5月高鐵局修訂《新竹都會區大眾捷運系統規劃》完成，並於9月送審中央，然而遭到交通部以效益偏低否決。其後，高鐵局與地方達成共識，以內灣線改善、興建六家線作為大眾捷運系統的先期計畫，整體工程於2011年11月11日完成通車。

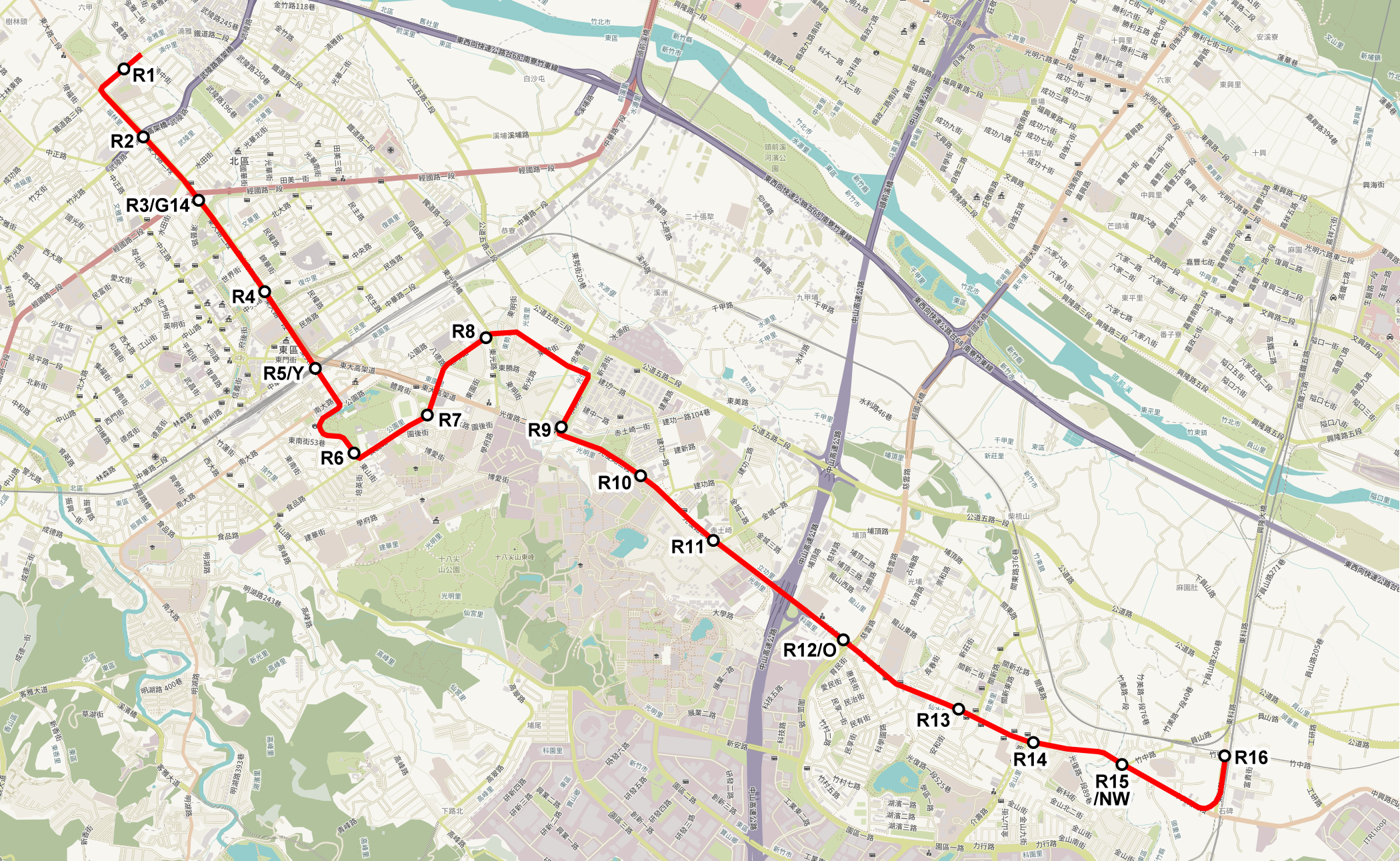
2007年竹竹苗輕軌紅線路線圖

考量到輕軌捷運系統以100萬人口為適宜，2007年新竹輕軌規劃研究範圍自新竹市擴大到竹竹苗三縣市的大新竹生活圈:4-4。4月，竹竹苗三縣市及竹科管理局共同成立竹竹苗三縣市輕軌捷運系統推動小組，由四單位各出100萬元及中央補助200萬元，並以新竹市政府為主導，於11月委託美商美聯科技股份有限公司台灣分公司進行可行性研究:2。2008年10月，竹竹苗輕軌進行地方說明會，提出初期路網為紅、綠、藍三線，其中紅線自鐵道路後湖橋起，沿著東大路、公園路、食品路、忠孝路、水源街綠園道、縣道122號，並於高鐵路廊往北在竹東麻圍肚設機廠；由於當時已經在興建六家線，所以紅線並不跨越頭前溪至高鐵新竹站:7。紅線全長12.37公里，設16站，其中光復介壽路口到竹中車站，以及跨越台鐵鐵軌為高架A型路權，其餘為平面B型路權:7，全線預估經費127.2億元:12。其後該可行性研究完成並送審中央，提到以運量及自償率考量，應以紅線最優先興建；若考量竹竹苗均衡發展，則紅線次於綠線，而紅線預估經費則調整為126.08億元:4-4。然而竹竹苗輕軌計畫於2010年1月遭交通部以自償率不足為由退回。

### 直通竹北市區規劃時期

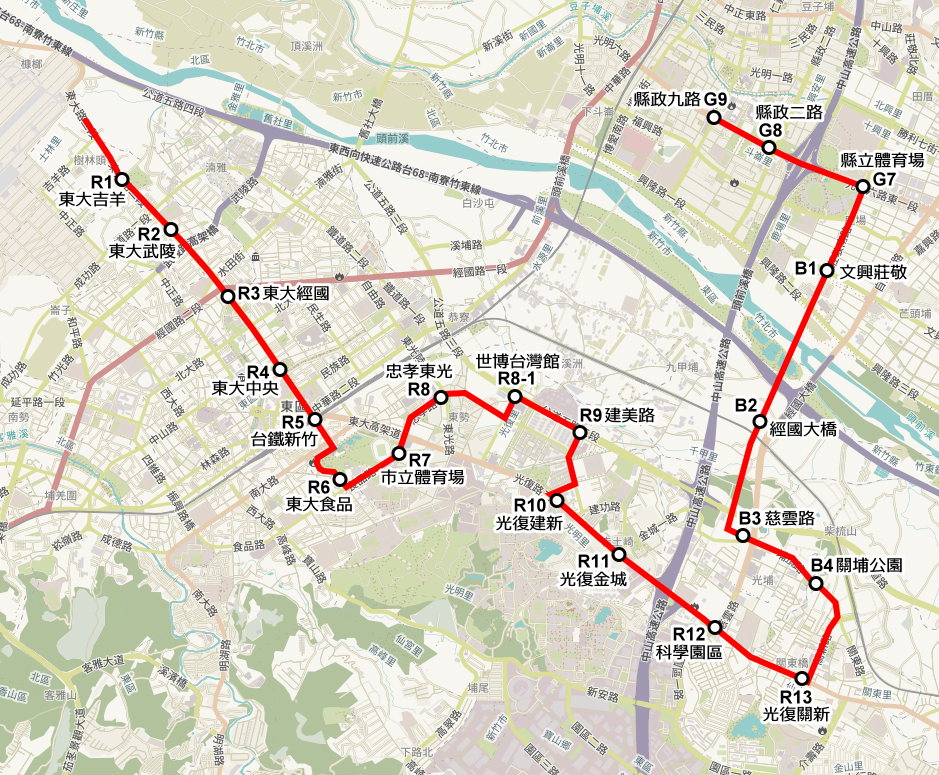
2012年輕軌建設申請書二條路線圖

竹竹苗輕軌遭行政院退回後，2012年新竹市市長許明財在與新竹縣政府會談中，提出商請縣府同意市府擔任新竹地區輕軌計畫規劃主辦單位，其後向中央提出了《新竹地區輕軌系統建設計畫申請書》，再度將輕軌範圍縮回新竹縣市，並以提高自償率為目標來規劃路線:4-5。2013年12月，許明財擬訂新竹市PRT BOT試辦計畫，自新莊車站經埔頂路、慈雲路、光復路一路高架到新竹車站，可以視為原本竹竹苗輕軌紅線的縮短版本；第一期長度約8.4公里，經費60億餘元。2014年9月，許明財提出16.9公里、21站、預算約90多億元的高架G/PRT路線規劃（亦有135億的報導），分為兩條路線：其一紅線為「園區至市區東大吉羊」，從東大路吉羊路口開始，沿著東大路、公園路、食品路、忠孝路、公道五路、建美路、建功一路、建新路、光復路至關新路口，可視為原本竹竹苗輕軌紅線的後續版本；另一為「園區至竹北縣政九路站」，由光復關新路口往北至竹北市區；兩路線相連直通即為《新竹地區輕軌系統建設計畫申請書》中的路線。並向行政院爭取900萬元經費來規劃新竹輕軌捷運，其後獲交通部核准推動G/PRT快捷運輸系統。

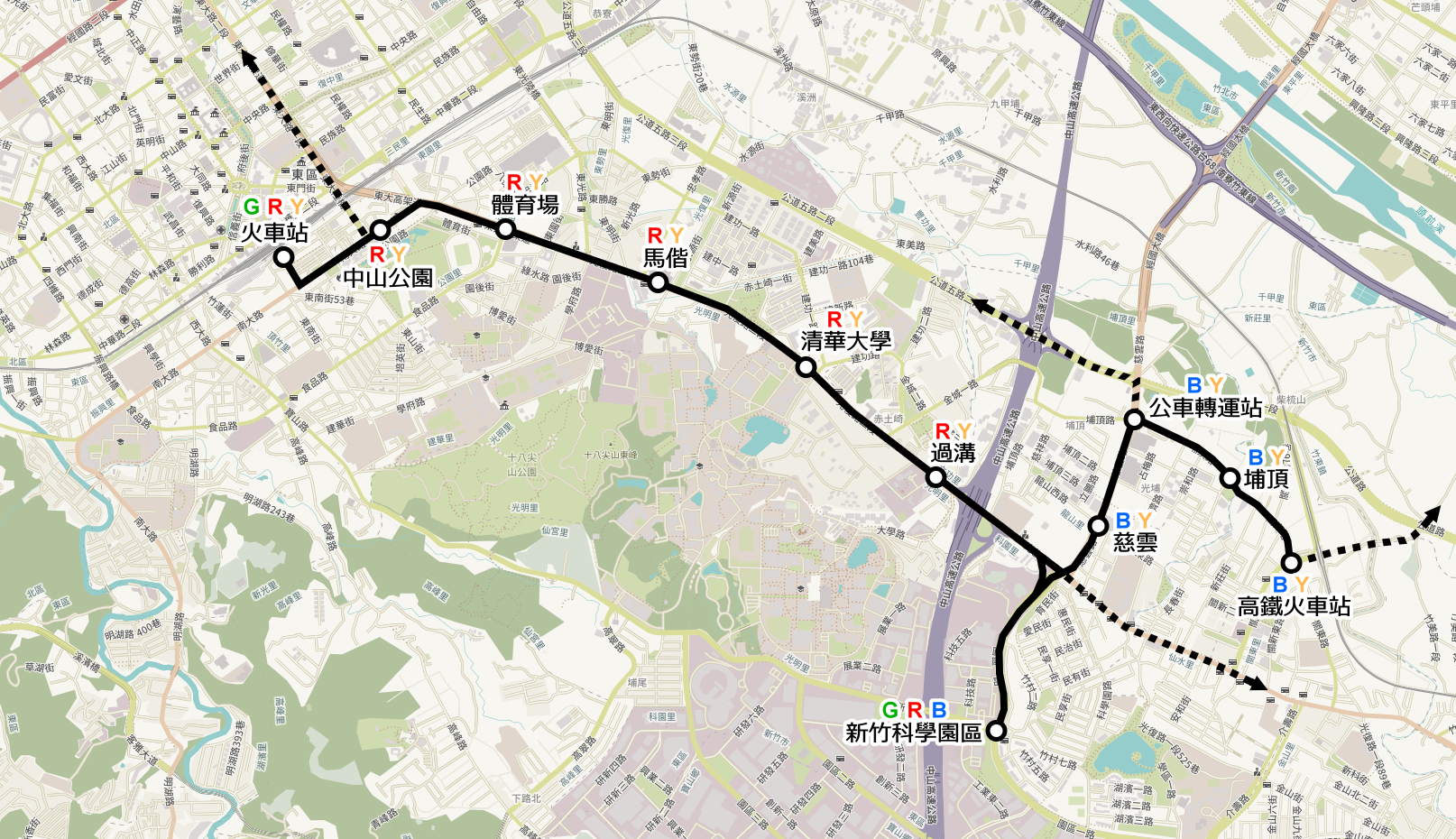
2015年1月竹縣府的大新竹GRT系統路網圖

2014年11月，新捷開發公司願意參與2013年12月市府提出的PRT BOT計畫，路線相同並稱為「光復線」，預計為設11站的高架GRT系統，並預留三條延伸線。2015年1月，新竹縣政府與新捷開發公司、荷蘭個人捷運系統公司2getthere簽署備忘錄，在會議上的路線圖則分為紅、黃、綠、藍四線，並預留四條延伸線；紅線自新竹車站後站起，沿著南大路、光復路、園區一路至竹科管理局，共7站；並有一模一樣路線，但只停頭尾兩站的綠線；而黃線在新竹車站到園區一路這段與紅線共線；藍線則在園區一路與紅線共線。同時新竹市政府則因政黨輪替，2015年初態度轉為認為還得再審慎評估，並於4月14日召開審查會議將該BOT案否決。

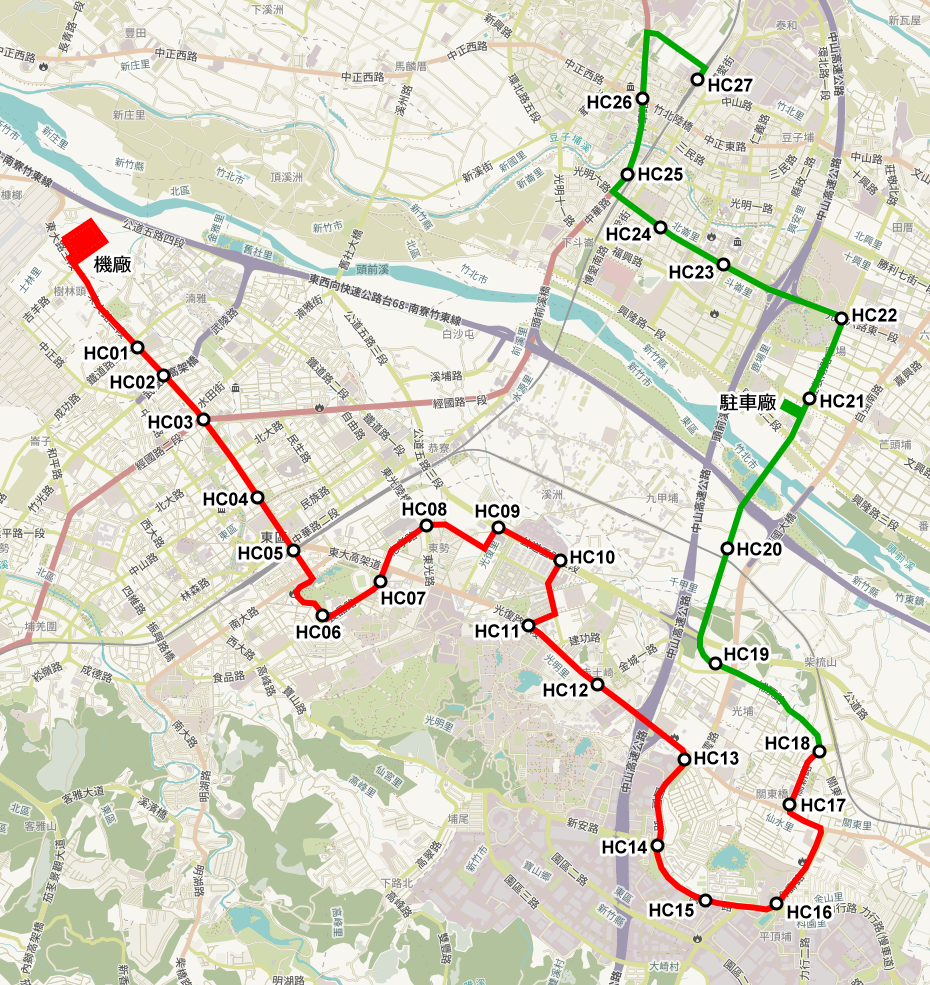
2015年5月可行性研究期中報告路線圖

在民間推動GRT系統的同時，2014年12月，《新竹地區輕軌系統建設及周邊土地開發計畫可行性研究》以經費800萬招標完成，新竹地區輕軌開始進行可行性研究。在可行性研究中，評估新竹縣市共有6條潛力路廊：橫向的共公道五路、縣道112號、西大－寶山－新安路三條路廊；南北向則有台1線、光明六－自強－慈雲路、六家線三路廊:4-21。礙於預算等考量，將之整併為橫向、南北向各一條路線（紅線、綠線），最後又將綠線南端自園區改至新莊車站來與紅線直通:4-29。兩直通路線大致沿用了2012年提出的《新竹地區輕軌系統建設計畫申請書》中的路線，僅紅線多繞進園區一路、介壽路再繞回光復路、關新路；而綠線北端則多延伸到竹北車站；新莊車站至竹北車站（即綠線）列為第二階段:4-31。第一階段紅線共13.06公里，設17個平面車站、1個高架車站（新竹車站）:6-32，而兩階段預算為257.61億元:9-2。該可行性研究於2015年5月完成期中報告審定，在2016年完成期末報告並送出，但期末報告未獲審定:13。而自南寮起，行駛東大路、光復路到竹中車站的捷運先導公車藍線則於2016年1月開始行駛。

### 環線輕軌規劃時期

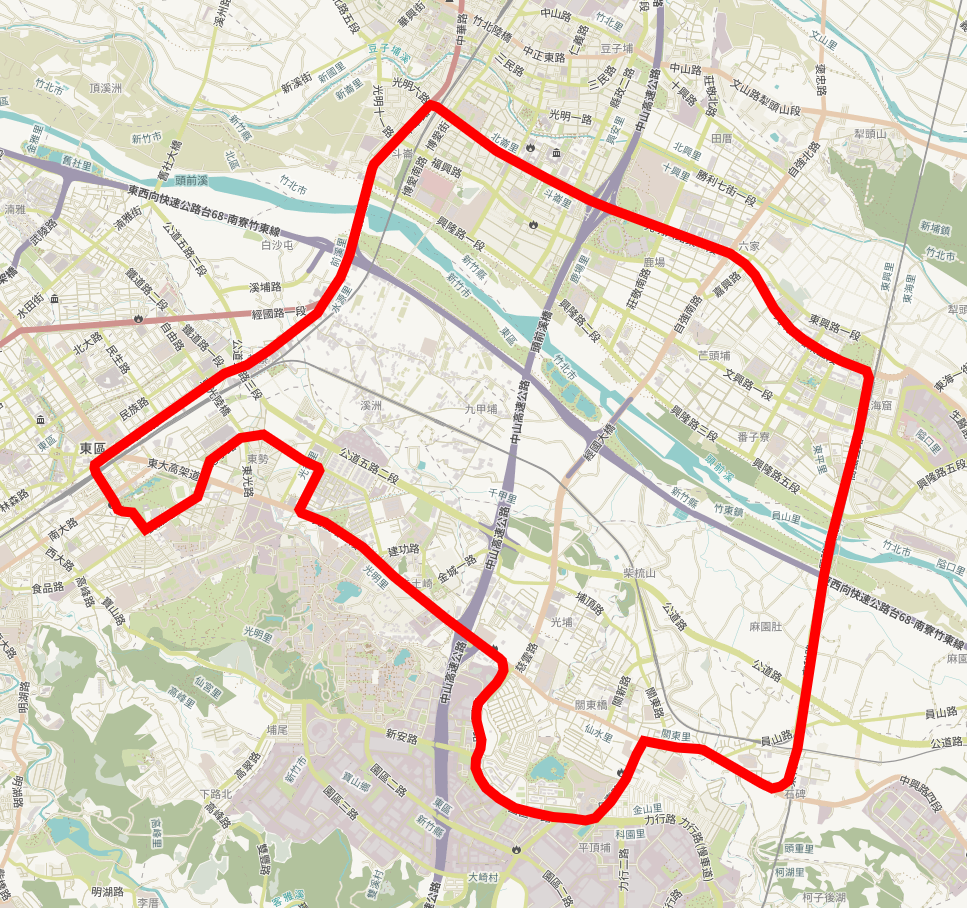
2017年4月前瞻計畫書中的環線輕軌路廊

2017年2月6日，蔡英文政府提出前瞻基礎建設計畫。同月16日，新竹市市長林智堅提出「大新竹輕軌路網計畫」。行政院於4月5日通過前瞻計畫核定本，該計劃書中大新竹輕軌計劃名目為「新竹環線輕軌」，路線也與2016年的路線不同，而是於新竹縣市形成一個環狀路廊，未有詳細路線、站點，大致上為竹竹苗輕軌時的紅線加上竹竹苗輕軌綠線形成的環線；預算為300億元，竹市負擔200億元，竹縣負擔100億元；而第一階段自新竹車站至新竹高鐵站約14.5公里長，即類似竹竹苗輕軌紅線於新竹車站以東的路線。同年8月，新竹市政府向中央爭取到2400萬元經費，開始進行新竹環線輕軌可行性研究及新竹市大眾捷運系統整體路網評估計畫，由中興顧問公司負責，並同時配合新竹大車站平台計畫。
2020年3月，新竹市大眾捷運系統整體路網評估計畫完成並送審交通部，交通部鐵道局於4月22日進行審查。該報告中，僅規劃了新竹市的路網，而前瞻計畫書中的環線輕軌，則只保留第一階段的部分，稱作紅線，西起經國民權路口，沿著經國路、東大路、北大路、四維路、台鐵路廊至新竹車站，其後沿著公竹路、公園路、食品路、光復路、特二號道路、新安路、園區一路、介壽路、光復路、關新路、竹東鎮公道路，並使用六家線鐵軌至高鐵新竹站；而過去都是屬於紅線的經國路以西東大路，則在此計畫改給綠線行駛；紅線全線高架共17.1公里長，設18個車站，其中新竹國小至高鐵新竹站為整體路網的先期計畫，新竹國小至經國民權路口則與綠線的第一階段列為中期計畫，機廠則設於柯子湖溪兩岸、北側緊鄰台68線、東側緊鄰新竹縣界的新竹市水利用地。而環線輕軌另一半，則被拆為藍線，且未被列入送審的整體路網中。

## 車站
| 編號        | 編號 | 車站名稱 | 車站名稱             | 所在地 | 所在地 | 交會路線                             |
| 編號        | 編號 | 中文     | 英文                 | 所在地 | 所在地 | 交會路線                             |
| ----------- | ---- | -------- | -------------------- | ------ | ------ | ------------------------------------ |
| 紅線        |      |          |                      |        |        |                                      |
| 第 一 階 段 | R01c | 六家車站 | Liujia               | 新竹縣 | 竹北市 | 台灣高鐵：新竹、█ 藍線               |
| 第 一 階 段 | R01b |          |                      | 新竹縣 | 竹北市 |                                      |
| 第 一 階 段 | R01a |          |                      | 新竹縣 | 竹東鎮 |                                      |
| 第 一 階 段 | R01  | 新莊車站 | Xinzhuang            | 新竹市 | 東區   | 臺灣鐵路內灣線：新莊、█ 綠線         |
| 第 一 階 段 | R02  |          |                      | 新竹市 | 東區   |                                      |
| 第 一 階 段 | R03  |          |                      | 新竹市 | 東區   | █ 橘線                               |
| 第 一 階 段 | R04  |          |                      | 新竹市 | 東區   |                                      |
| 第 一 階 段 | R05  |          |                      | 新竹市 | 東區   | █ 橘線                               |
| 第 一 階 段 | R06  |          |                      | 新竹市 | 東區   |                                      |
| 第 一 階 段 | R07  |          |                      | 新竹市 | 東區   |                                      |
| 第 一 階 段 | R08  |          |                      | 新竹市 | 東區   |                                      |
| 第 一 階 段 | R09  |          |                      | 新竹市 | 東區   |                                      |
| 第 一 階 段 | R09a |          |                      | 新竹市 | 東區   |                                      |
| 第 一 階 段 | R10  | 新竹車站 | Hsinchu Main Station | 新竹市 | 東區   | 臺灣鐵路縱貫線、內灣線：新竹、█ 藍線 |
| 第 一 階 段 | R11  |          |                      | 新竹市 | 東區   |                                      |